# Iodes velutina
Iodes velutina är en tvåhjärtbladig växtart som beskrevs av George King. Iodes velutina ingår i släktet Iodes och familjen Icacinaceae. Utöver nominatformen finns också underarten I. v. subvillosa.